# أونغر
أونغر (بالبولندية: Unger)‏ هو كاهن كاثوليكي وقسيس بولندي، ولد في القرن العاشر، وتوفي في 9 يونيو 1012.